# 梁介福藥業
梁介福藥業私人有限公司，簡稱梁介福藥業（英語：Leung Kai Fook Medical Company Private Limited），在1928年由已故顺德人梁潤之在新加坡創立一家專門生產及銷售各類藥業產品，除此之外，還經營酒店（华厦大酒店）、電腦設備（鹏飞电脑私人有限公司）等綜合投資。1992年，梁潤之之子梁庆经於顺德創立梁介福（广东）药业有限公司。

## 生產地
現時由梁慶經為董事長，至於梁文琛則為總裁。總部位於新加坡大坡橋南路84號梁介福大廈3樓，於新加坡、中國大陸、馬來西亞、越南和印尼設有廠房。

## 主要產品
而主要品牌為「斧标驱风油」、「斧标正红花油」、「金牌风油精」、「人人正金油」、「退热止痛黑人丹」、「宝宝丹」、「痔疮丸」、「止咳药水」等。

## 連結
- 梁介福藥業私人有限公司 （页面存档备份，存于）
- 梁介福（广东）药业有限公司 （页面存档备份，存于）